# 왕수 (삼국지)
왕수(王脩/王修, ? ~ ?)는 중국 후한 말 공융, 원담, 조조 휘하의 정치인이다. 자는 숙치(叔治)이며 청주 북해국 영릉현(營陵縣) 사람이다.

## 생애

### 공융 시절
7살에 어머니를 여의었다. 어미니는 사일(社日, 봄과 가을에 토지신에게 제사지내는 날)에 죽었는데 다음 해 이웃 마을에서 제사를 지내자 왕수가 어머니를 그리워하며 심히 슬퍼했다. 그 소리가 이웃 마을까지 들려 제사를 멈추었다. 20살에 남양군으로 유학해 장봉(張奉)의 집에 기거하였다. 장봉의 온 집안에 질병이 들자 왕수가 친히 보살폈다.
초평 연간에 북해국상 공융의 주부(主簿)가 되어 고밀현령(高密縣令)을 대리하였다[守]. 고밀에 손씨(孫氏) 성을 가진 호협한 자가 있었는데 그 문객들이 수차례 범법하였다. 어느 날 민간의 강도가 손씨한테로 들어가 관리들이 잡지 못하였다. 왕수가 관민을 이끌고 그 집을 에워싸니 손씨도 막아섰다. 관민들이 접근하기를 꺼리자 왕수가 같은 죄로 다스리겠다고 호통쳤다. 손씨는 범인을 내주었고 다른 날뛰던 세력가들도 굴복하였다.
효렴으로 천거되자 병원에게 양보하려 했으나 공융이 허락치 않았다. 천하의 난으로 인해 행해지지는 못하였다. 군에서 반란이 일어나 밤중에 공융에게 달려갔다. 공융 역시 “어려움을 무릅쓰고도 올 수 있는 자는 왕수뿐이다!”라고 장담하던 터였다. 공조(功曹)를 서리했으며[署] 교동현(膠東縣)에 도적이 많아 교동현령도 대리하였다. 교동의 유력 호족 공사로(公沙盧)는 군영과 참호를 설치하고는 징발에 순응하지 않았다. 왕수는 단지 기병 몇 명을 대동하고 그 문으로 곧장 들어가 공사로 형제를 죽였다. 공사씨 일가가 경악하여 감히 움직이지 못했다. 왕수는 남은 이들을 위무했고 이로부터 도적도 점차 사라졌다.

### 원담 시절
196년(건안 원년), 원담이 공융을 쫓아냈다. 왕수는 새롭게 청주의 지배자가 된 원담의 치중종사(治中從事)로 발탁됐지만 화언(華彦, 華彥), 공순(孔順)과 같은 아첨하는 소인배들에 밀려 그저 관직만 채우고 있을 뿐이었다. 별가(別駕) 유헌(劉獻)은 왕수를 자주 헐뜯었다. 어느 날 유헌이 죽을 일을 당했는데 왕수가 처리해 죽음을 면하게 해주었다. 사람들이 더욱 칭찬하였다. 원담의 부친 원소에 의해 즉묵현령(卽墨縣令)이 되었다가 다시 원담의 별가를 담당하였다.
203년, 원담이 원소 사후의 기주를 놓고 동생 원상과 다투다 패하였다. 왕수가 군민을 거느리고 도우러 가니 원담이 기뻐하며 “우리 군을 완성시키는 자는 왕별가이다.”라고 하였다. 평원국 탑음현(漯陰縣)에 있던 유순(劉詢)은 반란을 일으켰고 많은 성들도 호응하였다. 원담이 “주가 온통 배반하니 설마 나의 부덕이란 말인가!”라며 탄식하였다. 왕수가 “동래태수 관통은 바다 멀리 있더라도 절대 배반하지 않고 이리로 올 것입니다.”라고 말하였다. 10여 일 후, 과연 관통은 처자식까지 포기하고 원담에게 왔다. 원담이 관통을 낙안태수(樂安太守)에 앉혔다.
계속 원상과 교전하려 드는 원담에게 “형제인데도 서로 공격하는 것은 패망의 길입니다.”라고 간언했지만 그 지절만을 알아줬을 뿐 불쾌감만 샀다. 후에 계책을 올리기를, “형제란 양손과 같습니다. 오른손을 자르고 싸움에 임하면서 이길 것이라 자신한다는 게 가당키나 하겠습니까? 형제도 저버리는 이를 천하의 그 누가 친밀히 대하겠습니까? 하루아침의 이득을 갈망하여 형제를 싸우도록 이간하는 자들의 말은 귀를 막고 듣지 마소서. 간신들을 참하고 다시 친목한다면 천하도 횡행할 수 있습니다.”라 하였다. 원담은 듣지 않았다.
204년, 원담은 조조와 잠시 연합해 원상을 축출한 후 발해군 남피현(南皮縣)에서 조조와 결전하였다. 낙안군에서 식량을 나르던 왕수는 원담이 위급하단 소식에 종사 수십 명과 병력을 이끌고 갔으나 고밀현에 이르러 원담이 패사했다는 걸 들었다. 말에서 내려 “주군이 없으니 어디로 돌아간단 말인가!”라며 통곡하였다. 해를 넘긴 205년의 일이었다. 조조에게 원담을 장사지내게 해줄 것을 청하였다. 조조는 왕수의 마음을 살피고자 묵묵히 대답도 하지 않았다. 왕수가 재청하며 “원씨의 후덕한 은혜를 받았으니 원담의 시체를 거둔 후에 죽임을 당한다면 한은 없습니다.”라 하였다. 조조가 그 의(義)를 가하게 여겨 승낙하였다.

### 조조 시절
독군량(督軍糧)을 맡아 낙안으로 돌아갔다. 원담이 멸망해 다른 성들은 투항했는데도 관통만은 낙안을 끼고 복종하지 않았다. 조조는 왕수에게 관통의 머리도 가져오라 명하였다. 왕수는 관통을 망국의 충신이라 여겨 그 결박을 풀어주고 조조에게 호송하였다. 조조가 흐뭇하여 관통을 사면하였다.
원씨의 정치는 느슨하여 그 관료들이 재물을 많이 쌓았다. 조조가 위군 업현을 함락한 후 심배 등의 재산을 몰수한 것이 어마어마하였다. 남피 공략 후 왕수의 가산을 조사하니 곡식은 열 곡(斛)도 되지 않고 책만 수백 권이었다. 조조가 “선비의 명성은 거짓이 아니구나”라며 감탄하였다. 사공 조조의 연(掾)이 되어 사금중랑장(司金中郞將) 업무도 보았다[行]. 이후 위군태수에 임명되었다. 강자는 억누르고 약자는 도왔으며[억강부약, 抑强扶弱] 상벌을 명확히 했으므로 백성들이 칭송하였다.
213년(건안 18년), 조조가 위공(魏公)에 봉해지면서 왕수는 위국의 대사농낭중령으로 전임됐다. 조조가 육형(肉刑)의 시행을 논의하였다. 왕수는 아직 실시할 때가 아니라 하였고 조조도 그리 하였다. 봉상으로 옮겼다. 엄재(嚴才)가 난을 일으켜 수십 명과 함께 액문(掖門)을 쳤다. 왕수는 거마(車馬)를 불렀는데 미처 오기도 전에 소속 관리들을 인솔해 궁문으로 걸어갔다. 조조가 동작대에서 바라보며 “저기 오는 이는 틀림없이 왕숙치다.”라고 하였다. 상국 종요가 왕수에게 “과거엔 경성(京城)에 변이 생기면 구경은 각자의 관서에 위치했소.”라고 하자 왕수는 “녹(祿)을 먹으면서 어찌 그 곤경을 피하겠습니까? 관서에 있는 것이 옛 법일지라도 위험을 만나면 달려가 구하는 의에는 어긋납니다.”라 답하였다. 재임 중 병으로 죽었다. 시문집인 《왕수집》(王修集)이 남았으나 지금은 전해지지 않는다.

## 일화
약관(弱冠)의 고유를 알아보고 어린 왕기를 남달리 여겼는데 훗날 모두 크게 되었으므로 세상 사람들이 그 안목을 칭찬하였다.

## 성품과 평가
늘 위난이 닥치면 달려가 구했다. 공융 시절부터 귀가를 했더라도 어려움만 있으면 가지 않은 적이 없었고 공융도 이에 힘입어 문제를 해결하였다. 공융도, 조조도 난리가 났을 때 왕수가 올 것이라 장담하기도 했으며 동작대에서의 에피소드는 후세에도 회자될 정도로 미담으로 남았다.
조조는 글을 써 왕수에게 이르길, ‘덕으로 마음을 깨끗이 해 그 명성이 주에 퍼졌다. 충성스럽고 유능해 공적을 이루니 세상에 미담이 되었다. 이름과 실상이 맞아떨어지고[명실상부, 名實相符(名實相副)] 타인을 아득히 뛰어넘는다.’고 하였다. 《삼국지》의 저자 진수는 전주가 절조를 굽히지 않은 것과 왕수의 충성스러움 및 곧은 절개는 충분히 풍속을 바로잡을 만하다고 평하였다. 위왕을 계승한 조비는 영을 내리길, “상서복야 모개, 봉상 왕수·양무(涼茂), 낭중령 원환, 소부 사환(謝奐)·만잠(萬潛), 중위 서혁(徐奕)·국연 등은 조정에 충직했고 인의를 실천하였으나 앞서 세상을 등지는 바람에 그 자손들이 점차 쇠하는 것이 측은하다. 그 아들 전부를 낭중(郞中)에 배하라.”라고 하였다.

## 삼국지연의
사서가 아닌 소설 《삼국지연의》에서는 원담 시절의 행적 일부만을 묘사한다. 제32회, 여양 전투에서 조조가 물러나자 원담은 곽도의 진언을 따라 원상과 심배를 술자리로 꾀어내 살해하려한다. 별가 왕수가 형제란 좌우의 손과 같다며 만류하지만 쫓겨난다. 제33회, 남피 전투에서 원담이 전사하고 그 머리가 내걸린다. 곡하는 자는 베겠단 영이 내려졌음에도 왕수는 그 아래서 곡을 한다. 죽음이 두렵지 않냐는 조조의 물음에 죽는 게 무서워 의를 잊으면 어떻게 세상에 서겠냐고 답한다. 조조가 하북엔 의사(義士)도 많다며 원씨의 용인술을 지적한다. 상빈으로 대접받고 사금중랑장도 맡는다. 조조의 ‘원상, 원희를 잡으려면 어떤 책략을 써야겠냐’는 물음엔 답하지 않는다. 조조가 충신이라 칭찬하는 것을 끝으로 더 이상 등장하지 않는다.

## 가계
- 아들 : 왕충(王忠) - 동래태수와 산기상시(散騎常侍)까지 올랐다.
- 아들 : 왕의(王儀) - 자는 주표(朱表). 안동장군(安東將軍) 사마소의 사마(司馬)였는데 동관(東關)에서의 패배가 사마소의 책임이라고 직언한 탓에 노여움을 사 피살됐다.[7]
  - 손자 : 왕부(王裒) 혹 왕포(王褒, 王襃, 王裦)

## 같이 보기
- 삼국지 인물 목록

## 참고 문헌
- 《삼국지》11권 위서 제11 원장양국전왕병관전 왕수전
- 《삼국지》1권 위서 제1 무제기(조조전)